# Carl Koch (Politiker, 1826)
Carl Koch (* 16. September 1826 in Lausitz (Bad Liebenwerda); † 11. September 1862 in Trebnitz) war ein deutscher Jurist und Politiker.

## Leben
Als Sohn eines Hausbesitzers geboren, studierte Koch Philosophie und Rechtswissenschaften in Breslau. Während seines Studiums wurde er 1844 Mitglied der Burschenschaft Raczeks. Während seines Referendariats war er unter anderem Hauptverteidiger im Breslauer Maiprozess um Julius Stein. Er wurde Staatsanwalt in Trebnitz. 1862 wurde er Abgeordneter im Preußischen Abgeordnetenhaus. Aufgrund der damit einhergehenden Belastungen beging er 1862 Selbstmord durch Erhängen.